# Alloclubionoides trisaccatus
Alloclubionoides trisaccatus är en spindelart som först beskrevs av Zhang, Zhu och Song 2007.  Alloclubionoides trisaccatus ingår i släktet Alloclubionoides och familjen mörkerspindlar. Inga underarter finns listade i Catalogue of Life.